# Lailat al-Qadr

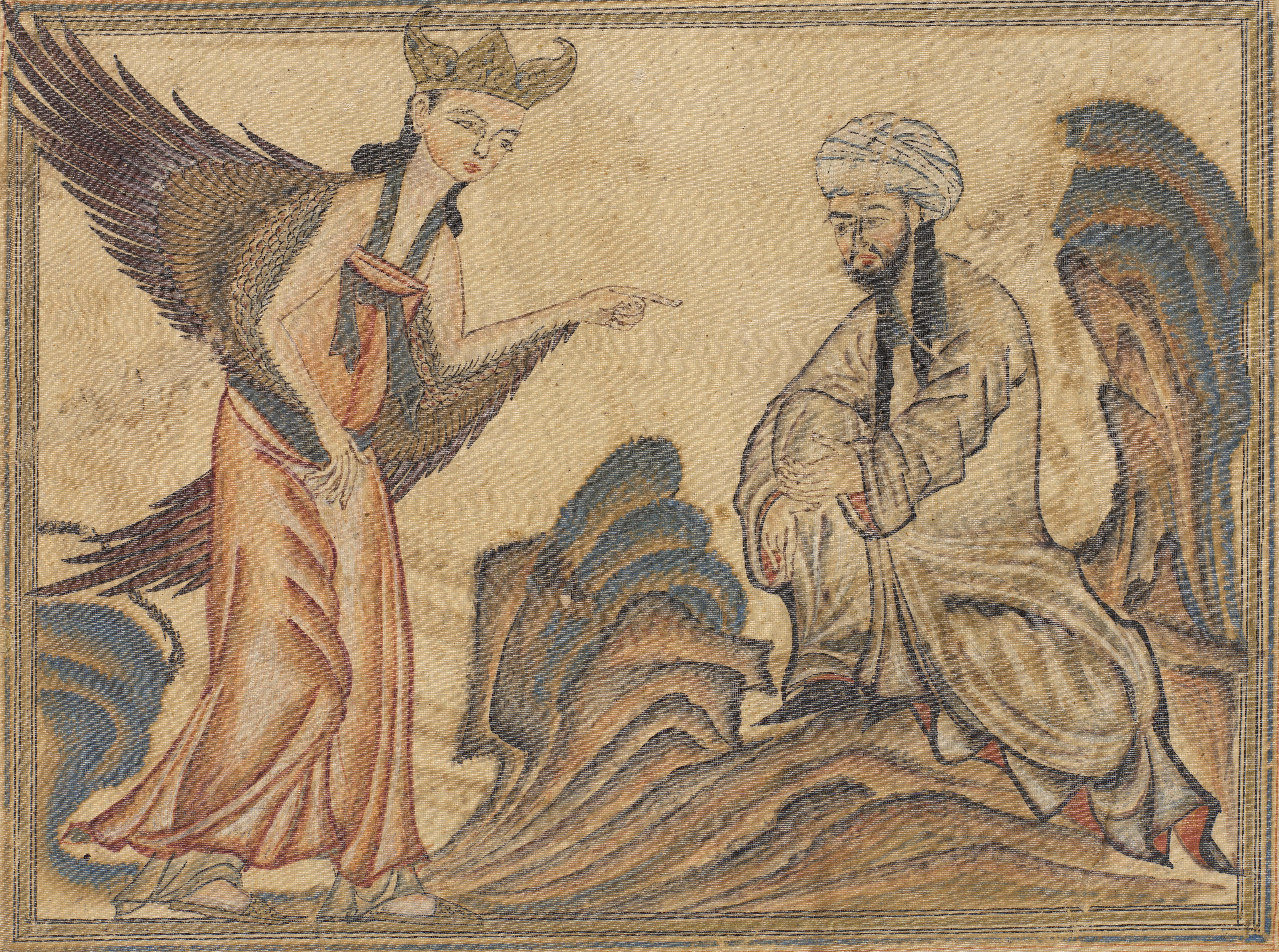
Mohammed (rechts) erhält seine erste Offenbarung von Gabriel am Berg Ḥirāʾ, Miniatur aus einer Handschrift von Raschīd ad-Dīns Weltchronik Dschami' at-tawarich, 1307.

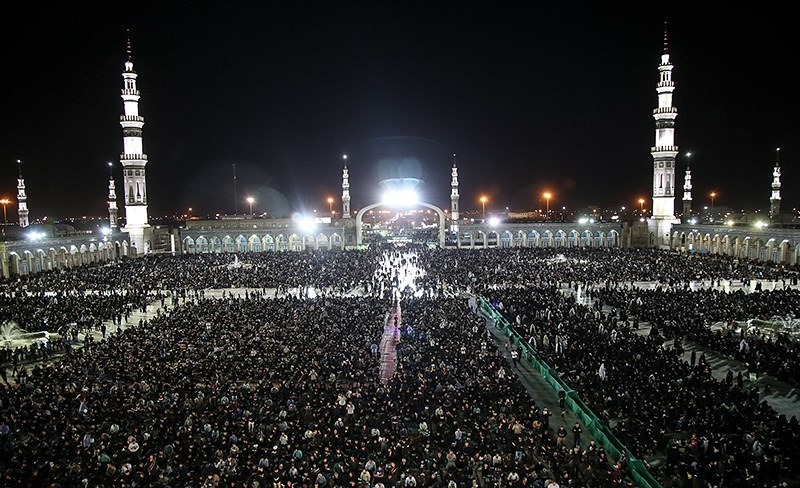
Lailat al-Qadr in der Dschamkaraãn-Moschee.

Als Lailat al-Qadr (arabisch ليلة القدر ‚die Nacht der Bestimmung, die Nacht der Allmacht‘) wird im Islam die Nacht im Monat Ramadan bezeichnet, in der der Koran gemäß islamischem Glauben erstmals offenbart wurde.

## Datum
Das genaue Datum der Nacht der Bestimmung ist ungewiss und lässt sich lediglich auf die ungeraden der letzten zehn Nächte des Ramadans festlegen. Der islamische Tag beginnt im Einklang mit der biblischen Schöpfungsgeschichte jeweils mit Sonnenuntergang, weshalb es sich also um die Nacht handelt, die entweder den 21., 23., 25., 27., oder 29. Ramadan einleitet.
Bei der Türkisch-Islamischen Union der Anstalt für Religion (DITIB) liegt die Nacht der Bestimmung auf dem 27. Ramadan.

## Lailat al-Qadr im Koran
Der Koran widmet dieser besonderen Nacht eine eigene Sure: Surat al-Qadr („Die Bestimmung“). In dieser Sure heißt es:

„Im Namen des barmherzigen und gnädigen Gottes. Wir haben ihn (d.h. den Koran) in der Nacht der Bestimmung herabgesandt. Aber wie kannst du wissen, was die Nacht der Bestimmung ist? Die Nacht der Bestimmung ist besser als tausend Monate. Die Engel und der Geist kommen in ihr mit der Erlaubnis ihres Herrn hinab, lauter Logos(wesen). Sie ist (voller) Heil (und Segen), bis die Morgenröte sichtbar wird (w. aufgeht).“

Worauf sich der „Geist“ bezieht, ob auf den Erzengel Gabriel, oder auf andere geistliche Gegenwart, ist nicht völlig klar. Einerseits bezieht sich das Wort „heiliger Geist“, oder „Geist“ im Koran wiederholt auf Gabriel. Andererseits deutet der letzte Vers der Sure auf geistliche Gegenwart hin, welche sich im erwähnten Frieden (arab. Salām) ausdrückt.

Ein weiterer Hinweis auf die Nacht der Bestimmung findet sich in Sure 44 ad-Duchan („Der Rauch“): 

„Beim deutlichen Buch! Wir haben es in einer gesegneten Nacht hinabgesandt...“

 Nach islamischem Glauben diktierte der Erzengel Gabriel in jener Nacht dem Propheten Mohammed folgende Worte: 

„Im Namen des barmherzigen und gnädigen Gottes.
Trag vor im Namen deines Herrn, der erschaffen hat,
den Menschen aus einem Embryo erschaffen hat.
Trag (Worte der Schrift) vor! Dein höchst edelmütiger Herr (oder: Dein Herr, edelmütig wie niemand auf der Welt) ist es ja,
der den Gebrauch des Schreibrohrs gelehrt hat (oder: der durch das Schreibrohr gelehrt hat),
den Menschen gelehrt hat, was er (zuvor) nicht wußte.“

 Diese Offenbarung ist jedoch nicht ausschlaggebend für den Termin der Nacht, legt diesen also nicht fest. Die Laylat al-Qadr gab es laut islamischer Ansicht schon vor der Offenbarung, und die Offenbarung koinzidierte mit ihr.

## Lailat al-Qadr in der islamischen Tradition
In der islamischen Traditionsliteratur finden sich zahlreiche Hadithe, die die Heiligkeit der Lailat al-Qadr herausstellen. So lautet ein Prophetenwort, das der ostiranische Traditionarier al-Chuttalī († 896) unter Berufung auf ʿAbdallāh ibn ʿAbbās überliefert: „Wenn die Lailat al-Qadr kommt, befiehlt Gott Gabriel, in einem Tross von Engeln herabzusteigen, wobei er 500 Flügel hat, von denen er zwei nur in dieser Nacht ausbreitet. Wenn er sie in dieser Nacht ausbreitet, erstrecken sie sich über den gesamten Osten und Westen.“

## Lailat al-Qadr in der Islamwissenschaft
Christoph Luxenberg sieht die Nacht der Bestimmung als die direkte islamische Entsprechung von Weihnachten. Die Sure 97 sei als die Einleitung zur Weihnachtsliturgie der christlichen Araber zu verstehen.